# Caulksville
Caulksville – miasto w Stanach Zjednoczonych, w stanie Arkansas, w hrabstwie Logan.